# Ladzianskeho jaskyňa
Ladzianskeho jaskyňa (pol. Jaskinia Ladzianskiego) – jaskinia krasowa w tzw. Krasie Spisko-Gemerskim w środkowej Słowacji. Długość korytarzy wynosi 1209 m (lub 1212 m), deniwelacja 51 m.

## Położenie
Leży w Rudawach Gemerskich, w obrębie tzw. Švermovského hrdla (Švermowskie gardło – nazwa pochodzi od nazwy miejscowości Telgárt w latach socjalizmu) – wąskiego pasa utworów mezozoicznych, nawiązujących do najbardziej na północny wschód wysuniętego fragmentu Płaskowyżu Murańskiego i ciągnących się po południowej stronie doliny Hronu w kierunku Telgártu. Jaskinia znajduje się w końcowej, zachodniej części wąskiego grzbietu, jakim Dlhý vrch (1095 m n.p.m.) opada w widły Hronu i potoku Stračaník, jego lewostronnego dopływu. Leży ok. 1,3 km na wschód od miejscowości Červená Skala. Otwór wejściowy jaskini znajduje się na wysokości 840 m n.p.m. po południowej stronie wspomnianego grzbietu, ok. 20 m powyżej lustra wody potoku Stračaník.

## Historia poznania
Ze względu na łatwy dostęp jaskinia znana jest od dawna miejscowej ludności. Występująca w niej w dużych ilościach biała, miękka martwica wapienna była dawniej wykorzystywana jako materiał budowlany. W przeszłości występowała pod nazwą “Jaskyňa Dlhý vrch” lub “Jaskyňa v Dlhom vrchu”, a jej długość w połowie lat 80. XX w. określano na ok. 500 m.
W 2000 r. zapomnianą jaskinią zainteresowali się grotołazi ze Speleoklubu Koszyce. W 2003 r., po przebiciu się przez zarośniętą martwicą szczelinę i przekopaniu zawału udało im się przedostać do nowych, nieznanych dotąd partii jaskini. Na dzień 1 marca 2006 r. długość korytarzy wyniosła 909 m. W kolejnych dwóch latach długość została powiększona do wielkości aktualnej dzięki odkryciom bocznych ciągów, w tym kominów (komín vo Vysokej sieni oraz Sajrajtový komín i korytarze nad nim), osiągając w 2007 r. ok. 1200 m.

## Charakterystyka
Jaskinia powstała w pochodzących ze środkowego triasu jasnoszarych wapieniach tzw. wettersteinskich, zaliczanych do płaszczowiny murańskiej. Posiada skomplikowany, labiryntowy układ złożony z szeregu komór, połączonych siecią meandrujących korytarzy i stromych sztolni, w dolnych częściach niewątpliwie pochodzenia freatycznego. System kończy się dużym podziemnym jeziorkiem o charakterze syfonu, zasilanym okresowymi, drobnymi ciekami wodnymi ze znanych części jaskini. Powierzchnia wody waha się w nim sezonowo w zakresie ok. 3 m. Długa sieć korytarzy jest dość gęsta, a jej plan wpisuje się w kształt prostokąta o bokach 100x60 m. Ma bogatą szatę naciekową. W spągu występują licznie nanosy piaszczysto-gliniaste, a wyjątkowo również żwirowe, niekrasowe. Pomimo że najniższe punkty jaskini leżą znacznie poniżej koryta niedalekiego potoku Stračaník, nie udało się potwierdzić faktycznego przepływu jego wód przez jaskinię.

## Fauna
Jaskinia jest ważnym zimowiskiem nietoperzy. W tzw. starej części jaskini, w której znajdują się większe komory i korytarze (m.in. Vstupna sieň, Veľka sieň, Predsieň, Galéria), zimuje ok. 60 osobników, należących jednak aż do 10 gatunków.